# Guadalupe Ortiz de Landázuri
Guadalupe Ortiz de Landázuri (ur. 12 grudnia 1916 w Madrycie, zm. 16 lipca 1975 w Pampelunie) – hiszpańska chemiczka, błogosławiona Kościoła katolickiego, członkini Opus Dei.

## Życiorys
Ukończyła studia na wydziale chemii Uniwersytetu Centralnego w Madrycie. Pracowała również na tym uniwersytecie i uzyskała doktorat. W wieku 27 lat po rozmowie ze św. Josemarią Escrivą zdecydowała się, jako jedna z pierwszych kobiet wstąpić do Opus Dei. Z wielkim oddaniem zajmowała się administracją pierwszych ośrodków Dzieła oraz rozpoczęciem pracy apostolskiej w różnych miastach Hiszpanii. W 1950 wyjechała do Meksyku, aby tam zapoczątkować pracę apostolską Opus Dei. Godziła nauczanie z różnymi zadaniami posługi i zarządzania w Opus Dei.
Była młodszą siostrą Eduardo Ortiza, profesora medycyny, który również działał w Opus Dei i jest kandydatem na ołtarze. 4 maja 2017 papież Franciszek zatwierdził publikację dekretu o heroiczności cnót Guadalupe Ortiz de Landázuri.
18 listopada 2001 kardynał Antonio María Rouco Varela przewodniczył otwarciu jej procesu kanonizacyjnego.  8 czerwca 2018 został podpisany przez papieża Franciszka dekret uznający cud za jej wstawiennictwem. W dniu 18 maja 2019 została beatyfikowana w Madrycie jako pierwsza osoba świecka z Opus Dei. W jej beatyfikacji udział wzięły delegacje z 60 krajów.

## Źródła internetowe
- Życiorys. opusdei.pl. [zarchiwizowane z tego adresu (2007-12-18)].
- Cudowne uzdrowienie za pośrednictwem Guadalupe